# Малдаоч
Малдаоч (рум. Maldaoci) — село у повіті Муреш в Румунії. Входить до складу комуни Ацинтіш.
Село розташоване на відстані 271 км на північний захід від Бухареста, 42 км на захід від Тиргу-Муреша, 52 км на південний схід від Клуж-Напоки, 147 км на північний захід від Брашова.